# Bryum capitellatum
Bryum capitellatum là một loài rêu trong họ Bryaceae. Loài này được Müll. Hal. & Kindb. mô tả khoa học đầu tiên năm 1892.